# Stewart Castle

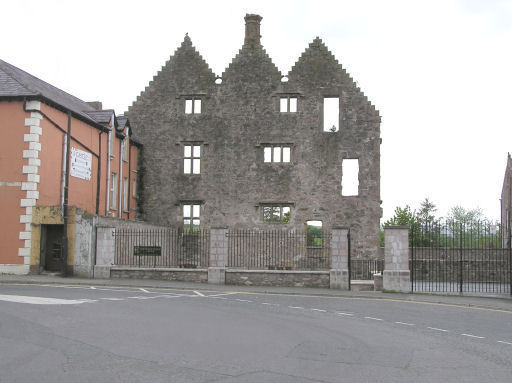
Stewart Castle

Stewart Castle, auch Newtownstewart Castle (irisch Caisleán an Bhaile Nua), ist eine Burgruine im Dorf Newtonstewart im nordirischen County Tyrone. Sir Robert Newcomen ließ die Burg 1619 im englischen Herrenhausstil errichten. In der irischen Rebellion von 1641, während der anschließenden Eroberung durch Phelim O’Neill und 1689 bei der Rückkehr König Jakobs II. von der Belagerung von Londonderry wurde sie extrem stark beschädigt: König Jakob ordnete an, dass Stewart Castle und die Stadt niedergebrannt werden sollten. In der Hauptstraße steht heute noch ein Teil der Burgmauer.
Die Burgruine in Newtonstewart aus der Zeit der Plantation ist heute ein State Care Historic Monument im Townland von Newtonstewart im District Derry and Strabane.
Ein intaktes Steinkistengrab aus der Bronzezeit wurde auf dem Anwesen der Burgruine gefunden. Es wurde 1999 ausgegraben.